# Matilde di Fiandra
Matilde di Fiandra (1032 circa – 2 novembre 1083) fu duchessa consorte di Normandia dal 1053 circa e regina consorte d'Inghilterra, dal 1066 alla sua morte, in quanto sposa di Guglielmo il Conquistatore, a cui diede nove figli inclusi due re, Guglielmo II d'Inghilterra ed Enrico I d'Inghilterra.

## Origine
Matilde, secondo la Genealogica Comitum Flandriæ Bertiniana, era la figlia secondogenita del conte delle Fiandre Baldovino V  e della sorella del re di Francia Enrico I (come ci conferma il monaco e cronista inglese, Orderico Vitale), Adele di Francia, che secondo la Genealogiæ Scriptoris Fusniacensis era figlia del re di Francia Roberto II il Pio e di Costanza d'Arles.
Baldovino V delle Fiandre, secondo la Genealogica Comitum Flandriæ Bertiniana, era il figlio primogenito del conte delle Fiandre Baldovino IV e di Ogiva di Lussemburgo, che sempre, secondo la Genealogica Comitum Flandriæ Bertiniana, era la figlia del conte del Moselgau Federico di Lussemburgo (erroneamente, nel testo viene citato il fratello, Giselberto di Lussemburgo) e della moglie di cui non si conosce il nome, che secondo la Vita Adelheidis abbatissæ Vilicensis, era discendente dai Corradinidi, conti e duchi della Franconia.
Matilde aveva anche due fratelli, uno maggiore e uno minore, ambedue divenuti conti di Fiandra: Baldovino VI e Roberto il Frisone.

## Biografia

### Il matrimonio
Secondo la leggenda Guglielmo II di Normandia spedì una delegazione perché venisse chiesta la mano di Matilde a nome suo ed ella rispose di essere troppo bennata per accettare la proposta di matrimonio di un bastardo. Avendo avuto notizia della risposta Guglielmo cavalcò dalla Normandia fino a Bruges dove trovò Matilde che si avviava alla chiesa e tirandola con forza per le trecce la gettò in strada e si allontanò lasciandola ai piedi dei suoi sbalorditi attendenti. Un'altra versione vuole che Guglielmo si sia recato a casa di suo padre a Lilla e, ancora una volta tirandola per le trecce, la gettò sul pavimento o la colpì con violenza. Prima ancora che suo padre potesse sfidarlo a duello Matilde s'interpose per appianare le cose, asserendo che non avrebbe sposato nessun altro se non lui. Dal suo proposito non venne smossa nemmeno quando papa Leone IX al concilio di Reims proibì le nozze sulla base della consanguineità (avevano come antenato comune Folco II d'Angiò).
A dispetto del divieto per consanguineità al loro matrimonio, Matilde, fra il 1051 e il 1052, a Eu, nell'alta Normandia, fu data in moglie al duca di Normandia, Guglielmo II, come confermano sia Orderico Vitale, che il monaco e cronista normanno Guglielmo di Jumièges, autore della sua Historiæ Normannorum Scriptores Antiqui; Guglielmo, sempre secondo Guglielmo di Jumièges, era l'unico figlio del sesto signore della Normandia, il quarto ad ottenere formalmente il titolo di duca di Normandia, Roberto I il Magnifico e di Herleva di Falaise detta anche Arletta (1010 circa –1050 circa), di umili origini, che, sempre secondo Guglielmo di Jumièges, era la figlia di Fulberto o Herberto, un cameriere del duca (Herleva Fulberti cubicularii ducis filia) e della moglie Duda o Duwa, come ci conferma la Chronica Albrici Monachi Trium Fontium; secondo lo storico britannico, William John Corbett, professore a Cambridge era la figlia del conciatore Fulberto di Falaise, che secondo la professoressa britannica, Elisabeth M. C. van Houts pare fosse preparatore di salme o come lo chiameremmo al giorno d'oggi, «impresario di pompe funebri».
Lo zio di Guglielmo, Mauger, arcivescovo di Rouen scomunicò Matilde e Guglielmo, anche perché suo fratello, Guglielmo d'Arques, era stato esiliato. Nel 1055, però, Mauger fu deposto da arcivescovo di Rouen, con l'accusa di essere un prelato troppo mondano, da un concilio convocato da Guglielmo. Si dovette attendere il pontificato di Nicola II, nel 1059, perché la coppia fosse assolta. Lanfranco di Pavia, all'epoca priore dell'abbazia di Notre-Dame du Bec si prodigò perché il papa concedesse la dispensa che venne erogata solo dopo che Matilde e Guglielmo ebbero promesso di fondare due chiese quale penitenza. Furono costruiti due monasteri benedettini a Caen: l'abbazia detta degli uomini, dedicata a Santo Stefano e l'abbazia detta delle donne, dedicata alla Santa Trinità.

### La regina d'Inghilterra
Al momento del matrimonio con Matilde, Guglielmo era semplicemente il duca di Normandia ed era detto il Bastardo. Quando nel 1066 si preparò ad invadere l'Inghilterra Matilde equipaggiò una nave a proprie spese, la Mora, e la donò al marito. Una spesa di questo tenore dimostrava che Matilde doveva possedere delle terre piuttosto ricche in Normandia per poter affrontare il costo dell'impresa.
Secondo Orderico Vitale, quando suo marito, Guglielmo, nel 1066, lasciò la Normandia per invadere l'Inghilterra, Matilde, affiancata da Ruggero II di Montgomery, governò il ducato di Normandia e, sempre secondo Orderico Vitale, quando Guglielmo, nel 1067, lasciò la Normandia per tornare in Inghilterra, conquistata l'anno prima, Matilde affiancò il figlio, Roberto, non ancora maggiorenne, nel governo del ducato di Normandia.
Guglielmo aveva conquistato la corona inglese nel dicembre 1066, ma ci volle più di un anno perché Matilde si recasse a vedere il nuovo regno del marito: secondo il Florentii Wigornensis Monachi Chronicon, Matilde lasciò la Normandia solo dopo la Pasqua del 1068 e fu incoronata regina l'11 maggio di quello stesso anno, in occasione della Pentecoste in una cerimonia presieduta dall'arcivescovo di York Ealdred, a Westminster; anche Orderico Vitale conferma l'arrivo di Matilde in Inghilterra e la successiva incoronazione in occasione della Pentecoste in una cerimonia presieduta da Ealdred. Al rito d'incoronazione vennero aggiunte tre frasi per rafforzare l'importanza della consorte del re; si affermava infatti che la regina era stata posta lì per volontà divina, che condivideva i poteri del re e che benediceva il popolo grazie al suo potere e alla sua virtù.
Sempre Orderico Vitale ci ricorda che l'ultimo dei suoi figli, Enrico nacque, sempre in quell'anno, in Inghilterra e precisamente nello Yorkshire durante la spedizione nota come Hurrying of the North. Una diceria vuole che Matilde si fosse infatuata dell'ambasciatore inglese presso le Fiandre, un sassone a nome Brihtric che declinò le sue profferte. Sia come sia quando Matilde agì da reggente per il marito in Inghilterra provvide a usare la sua autorità perché le sue terre venissero confiscate e lo fece poi mettere in prigione dove morì.
Siccome, nel 1069, ancora secondo Orderico Vitale, dopo la Pasqua, in Inghilterra si ebbero diverse ribellioni, Guglielmo impose a Matilde di rientrare in Normandia, con tutta la famiglia, per governarla, assieme al figlio, Roberto. Quindi, anche dopo l'incoronazione, Matilde passò molto tempo in Normandia governando il ducato, appoggiando gli interessi del fratello nelle Fiandre e appoggiando le case religiose della zona. Per molti anni si è creduto che Matilde abbia partecipato alla creazione dell'arazzo di Bayeux, ma gli storici ora sono di altro parere, pare infatti che esso sia stato commissionato dal fratello di Guglielmo, Oddone di Bayeux, e che sia stato realizzato dai mastri del Kent.
Insieme Matilde e Guglielmo ebbero nove o dieci figli ed è opinione comune che egli le sia stato sostanzialmente fedele giacché non sono arrivate a noi notizie riguardanti figli nati al di fuori del matrimonio. A dispetto dei propri doveri regali Matilde fu profondamente coinvolta nella crescita dei bambini, tutti erano noti per la loro educazione e alle bambine venne insegnato a leggere il latino presso l'abbazia delle donne di Caen costruita da loro due come pegno di riconoscimento per il loro matrimonio. I maschi vennero posti sotto la protezione dell'arcivescovo Lanfranco di cui Matilde era un'accesa sostenitrice e sia lei che il marito appoggiarono i tentativi del prelato di ridare nuova vita alla chiesa. Matilde fu anche madrina di Matilde di Scozia che divenne poi sua nuora al momento delle nozze con suo figlio Enrico I d'Inghilterra. Matilde viene elencata tra le suore dell'abbazia delle donne, assieme alle figlie, Adeliza (o Alice o Adelaide), Costanza e Matilda (o Agata) dal Delisle, nel Rouleaux des morts du IX au XV siècles.
Matilde si ammalò nell'estate del 1083 e spirò il successivo 2 novembre, Guglielmo era presente al momento della sua confessione; il Florentii Wigornensis Monachi Chronicon, riporta che la regina Matilde ("regina Mahtilda") morì il 2 novembre ("IV Non Nov") del [1083] in Normandia (Normannia) e fu sepolta a Caen, nella chiesa della Santa Trinità; la morte di Matilde viene confermata anche dagli Obituaires de Sens Tome I.
Guglielmo la seguì nella tomba quattro anni più tardi. I due non condivisero però la sepoltura, perché Guglielmo venne interrato nella chiesa di Santo Stefano a Caen, che lo stesso Guglielmo aveva fatto erigere.

## Discendenza
Dal matrimonio di Matilde e Guglielmo nacquero:
- Roberto II di Normandia detto Cosciacorta[30](c. 1052 - 1134), duca di Normandia;
- Adeliza, o Alice o Adelaide[31] (1055 - dopo il 1066), che secondo il cronista e monaco benedettino dell'abbazia di Malmesbury, nel Wiltshire (Wessex), Guglielmo di Malmesbury, si fece monaca, dopo essere stata promessa ad Harold Godwin(e)son o Aroldo, conte di Wessex[31];
- Riccardo[1] (ca. 1055 - ca. 1081), duca di Bernay in Normandia, morì andando a caccia, nel sud dell'Inghilterra, così come sarebbe accaduto a suo fratello, Guglielmo, circa vent'anni dopo[32];
- Cecilia[1] (ca.1056 - 30 luglio 1126), badessa a Caen[31];
- Guglielmo II[1] (1056 - 1100), re d'Inghilterra[33];
- Costanza[31] (1061 - 13 agosto 1090, la cui morte è attribuita dalla tradizione al veleno[34]), moglie di Alano IV di Bretagna, duca di Bretagna[35] con il quale non ebbe figli. Il marito Alano IV di Bretagna l'aveva avuta in sposa perché Guglielmo I d'Inghilterra sperava così di non inimicarselo nel conflitto bretone-normanno che si era generato a causa del supporto di Guglielmo ai ribelli bretoni che si erano rivoltati contro il padre di Alano. Nel 1096 quest'ultimo partì per la prima crociata da dove ritornò alcuni anni dopo e, nel 1115 circa si fece frate e si ritirò nel convento di Redon, dove rimase sino alla morte avvenuta nel 1119.
- Adele[34] (1062 - 8 marzo 1137), sposò, nel 1084, di Stefano Enrico, conte di Blois[36];
- Agata[34] (1064 - 1079), promessa ad Alfonso VI, re di León, e futuro re di Galizia e re di Castiglia[34]; poi fu fidanzata a Simone di Crépy, conte del Vexin, che era stato allevato alla corte di Guglielmo e Matilde delle Fiandre, di cui era parente[37]; Simone ringraziò ma fece presente la consanguineità[37]. Infine, per quel che riguarda l'eventuale fidanzamento di Agata con Roberto il Guiscardo non vi sono altre testimonianze e, secondo la professoressa Elisabeth Van Houts, si tratta di una leggenda[38].
- Enrico I[1] (settembre 1068 - 1º dicembre 1135), re d'Inghilterra.

Altre due figlie furono attribuite a Guglielmo e Matilde:
- Gundred (1053 - 27 maggio 1085), sposò Guglielmo I di Warenne, signore del Surrey;
- Matilde (ca.1064), elencata tra le suore con la madre Matilde e le sorelle Adeliza e Costanza, secondo gli Obituaires de Sens Tome II, senza indicare l'anno, Matilde (Mathildis filia Willelmi regis Anglorum) morì il 26 aprile (VI Kal. Maii.)[39].

ma mentre Gundre non sarebbe loro figlia, Matilde sarebbe da identificare con Agata.

## Ascendenza
|                         |            |                                  | Genitori                   |  |  | Nonni |  |  | Bisnonni              |  |  | Trisnonni                |  |
|                         |            |                                  |                            |  |  |       |  |  | Arnolfo II di Fiandra |  |  | Baldovino III di Fiandra |  |
|                         |            |                                  |                            |  |  |       |  |  | Arnolfo II di Fiandra |  |  | Baldovino III di Fiandra |  |
|                         |            | Matilde di Sassonia              |                            |  |  |       |  |  | Arnolfo II di Fiandra |  |  |                          |  |
| Baldovino IV di Fiandra |            |                                  |                            |  |  |       |  |  | Arnolfo II di Fiandra |  |  |                          |  |
|                         |            | Rozala d'Ivrea                   | Berengario II d'Ivrea      |  |  |       |  |  |                       |  |  |                          |  |
|                         |            | Rozala d'Ivrea                   | Berengario II d'Ivrea      |  |  |       |  |  |                       |  |  |                          |  |
|                         |            | Rozala d'Ivrea                   | Willa III d'Arles          |  |  |       |  |  |                       |  |  |                          |  |
| Baldovino V di Fiandra  |            | Rozala d'Ivrea                   |                            |  |  |       |  |  |                       |  |  |                          |  |
|                         |            | Federico di Lussemburgo          | Sigfrido di Lussemburgo    |  |  |       |  |  |                       |  |  |                          |  |
|                         |            | Federico di Lussemburgo          | Sigfrido di Lussemburgo    |  |  |       |  |  |                       |  |  |                          |  |
|                         |            | Federico di Lussemburgo          | Edvige di Nordgau          |  |  |       |  |  |                       |  |  |                          |  |
| Ogiva di Lussemburgo    |            | Federico di Lussemburgo          |                            |  |  |       |  |  |                       |  |  |                          |  |
|                         |            | Ermentrude, contessa di Gleiberg | Eriberto di Wetterau       |  |  |       |  |  |                       |  |  |                          |  |
|                         |            | Ermentrude, contessa di Gleiberg | Eriberto di Wetterau       |  |  |       |  |  |                       |  |  |                          |  |
|                         |            | Ermentrude, contessa di Gleiberg | Irmintrudis von Avalgau    |  |  |       |  |  |                       |  |  |                          |  |
| Matilde di Fiandra      |            | Ermentrude, contessa di Gleiberg |                            |  |  |       |  |  |                       |  |  |                          |  |
|                         | Ugo Capeto | Ugo il Grande                    |                            |  |  |       |  |  |                       |  |  |                          |  |
|                         | Ugo Capeto | Ugo il Grande                    |                            |  |  |       |  |  |                       |  |  |                          |  |
|                         | Ugo Capeto | Edvige di Sassonia               |                            |  |  |       |  |  |                       |  |  |                          |  |
| Roberto II di Francia   | Ugo Capeto |                                  |                            |  |  |       |  |  |                       |  |  |                          |  |
|                         |            | Adelaide d'Aquitania             | Guglielmo III di Aquitania |  |  |       |  |  |                       |  |  |                          |  |
|                         |            | Adelaide d'Aquitania             | Guglielmo III di Aquitania |  |  |       |  |  |                       |  |  |                          |  |
|                         |            | Adelaide d'Aquitania             | Gerloc                     |  |  |       |  |  |                       |  |  |                          |  |
| Adele di Francia        |            | Adelaide d'Aquitania             |                            |  |  |       |  |  |                       |  |  |                          |  |
|                         |            | Guglielmo I di Provenza          | Bosone II di Provenza      |  |  |       |  |  |                       |  |  |                          |  |
|                         |            | Guglielmo I di Provenza          | Bosone II di Provenza      |  |  |       |  |  |                       |  |  |                          |  |
|                         |            | Guglielmo I di Provenza          | Constance di Viennois      |  |  |       |  |  |                       |  |  |                          |  |
| Costanza d'Arles        |            | Guglielmo I di Provenza          |                            |  |  |       |  |  |                       |  |  |                          |  |
|                         |            | Adelaide d'Angiò                 | Folco II d'Angiò           |  |  |       |  |  |                       |  |  |                          |  |
|                         |            | Adelaide d'Angiò                 | Folco II d'Angiò           |  |  |       |  |  |                       |  |  |                          |  |
|                         |            | Adelaide d'Angiò                 | Gerberga                   |  |  |       |  |  |                       |  |  |                          |  |
|                         |            | Adelaide d'Angiò                 |                            |  |  |       |  |  |                       |  |  |                          |  |

### Fonti primarie
- (LA)  Obituaires de Sens Tome I.
- (LA)  Rouleaux des morts du IX au XV siècles.
- (LA)  Florentii Wigorniensis monachi Chronicon, Tomus II.
- (LA)  Monumenta Germanica Historica, tomus XV, Pars II.
- (LA)  Monumenta Germaniae Historica, Scriptores, tomus IX.
- (LA)  Monumenta Germaniae Historica, Scriptores, tomus XIII.
- (LA)  Monumenta Germanica Historica, tomus XXIII.
- (LA)  Ordericus Vitalis, Historia Ecclesiastica, vol. II.
- (LA)  Ordericus Vitalis, Historia Ecclesiastica, vol. unicum.
- (LA)  Obituaires de Sens Tome II.
- (EN)  Chronicle of the Kings of England: From the Earliest Period to the Reign, of king William's children.
- (LA)  Historiæ Normannorum Scriptores Antiqui.

### Letteratura storiografica
- William John Corbett, "L'evoluzione del ducato di Normandia e la conquista normanna dell'inghilterra", cap. I, vol. VI (Declino dell'impero e del papato e sviluppo degli stati nazionali) della Storia del Mondo Medievale, 1999, pp. 5–55.